# هشتاد و ششمین دوره جوایز اسکار
مراسم هشتاد و ششم جوایز اسکار مراسمی از جانب آکادمی علوم و هنرهای تصاویر متحرک است که در آن جوایز اسکار به بهترین‌های صنعت سینما در ایالات متحده در سال ۲۰۱۳ اهدا می‌شود. این مراسم در تاریخ ۲ مارس ۲۰۱۴ میلادی در سالن تئاتر دالبی هالیوود، لس‌آنجلس برگزار شد. دلیل تأخیر یک هفته‌ای این مراسم نسبت به سال‌های گذشته، برگزاری بازی‌های المپیک زمستانی ۲۰۱۴ در سوچی بوده‌است. شبکه ای‌بی‌سی مراسم را به صورت مستقیم در ایالات متحده پخش کرد و الن دی‌جنرس برای دومین بار مجری‌گری این مراسم را بر عهده داشت. او پیش از این در هفتاد و نهمین دوره جوایز اسکار در سال ۲۰۰۷ نیز مجری بوده‌است.
فیلم جاذبه با کسب ۷ جایزه از جمله جایزهٔ بهترین کارگردانی برای آلفونسو کوارون بیشترین جوایز را کسب کرد. فیلم ۱۲ سال بردگی ۳ جایزه از جمله جایزهٔ بهترین فیلم و جایزهٔ بهترین بازیگر نقش مکمل زن را از آن خود کرد و فیلم باشگاه خریداران دالاس نیز با کسب ۳ جایزه، پنجمین فیلم تاریخ است که ۲ جایزهٔ بهترین بازیگر مرد و بهترین بازیگر نقش مکمل مرد را می‌برد.

## برنامه
| تاریخ                    | رویداد                                     |
| ------------------------ | ------------------------------------------ |
| دوشنبه، ۲ دسامبر، ۲۰۱۳   | اعلام رسمی دست‌اندرکاران مراسم              |
| جمعه، ۲۷ دسامبر، ۲۰۱۳    | آغاز رأی‌گیری برای مشخص شدن نامزدها         |
| چهارشنبه، ۸ ژانویه، ۲۰۱۴ | پایان رأی‌گیری برای مشخص شدن نامزدها        |
| پنج‌شنبه، ۱۶ ژانویه، ۲۰۱۴ | اعلام نامزدهای مشخص شده                    |
| دوشنبه، ۱۰ فوریه، ۲۰۱۴   | مراسم ناهار نامزدها                        |
| جمعه، ۱۴ فوریه، ۲۰۱۴     | آغاز رأی‌گیری نهایی                         |
| شنبه، ۱۵ فوریه، ۲۰۱۴     | ارائه جایزه دست‌آورد علمی و فنی             |
| سه‌شنبه، ۲۵ فوریه، ۲۰۱۴   | پایان رأی‌گیری نهایی                        |
| یک‌شنبه، ۲ مارس، ۲۰۱۴     | آغاز هشتاد و ششمین مراسم اهدای جوایز اسکار |

## نامزدها و برندگان
| بهترین فیلم | بهترین کارگردانی |
| --- | --- |

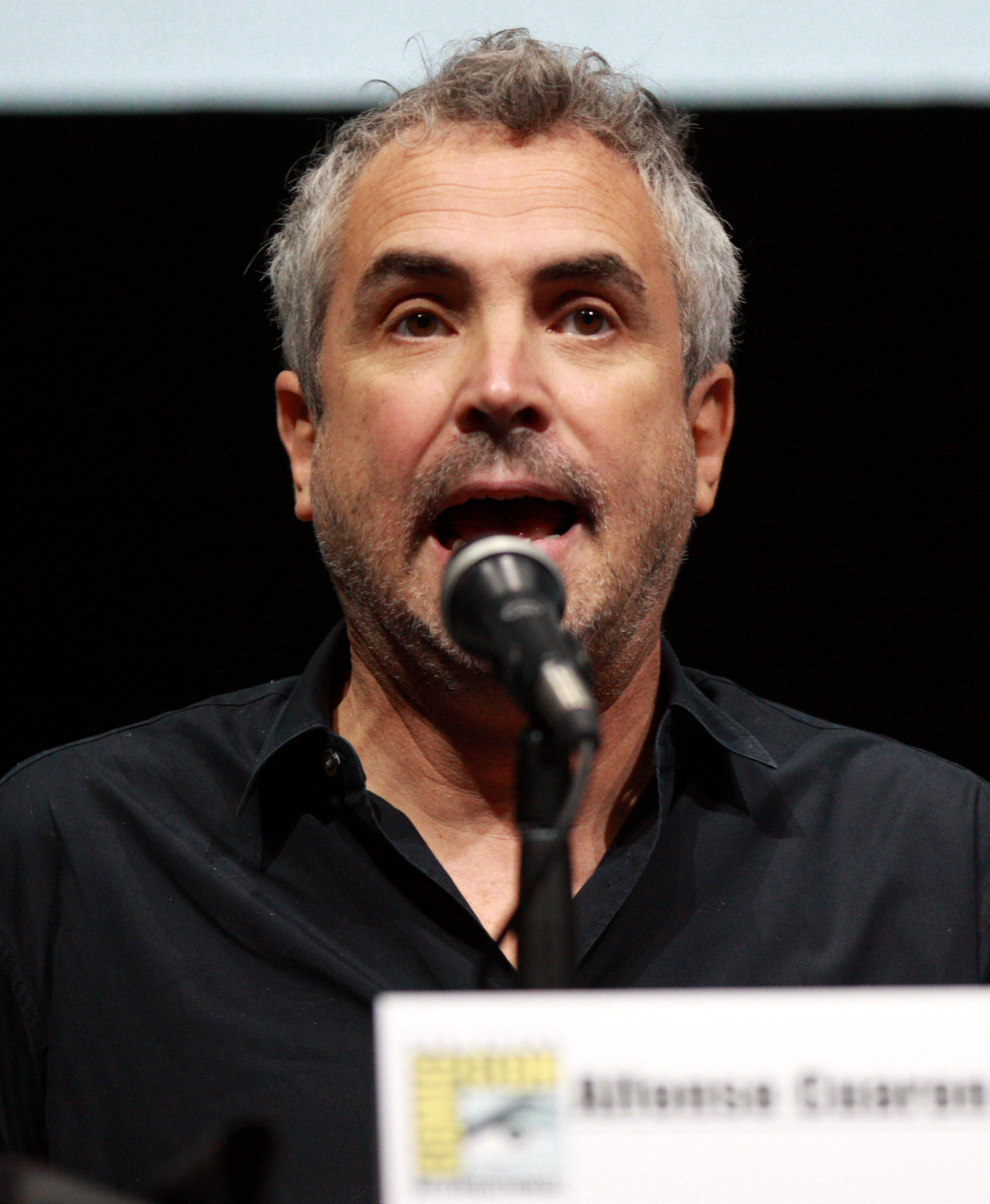
آلفونسو کوارون، برندهٔ جایزهٔ بهترین کارگردانی

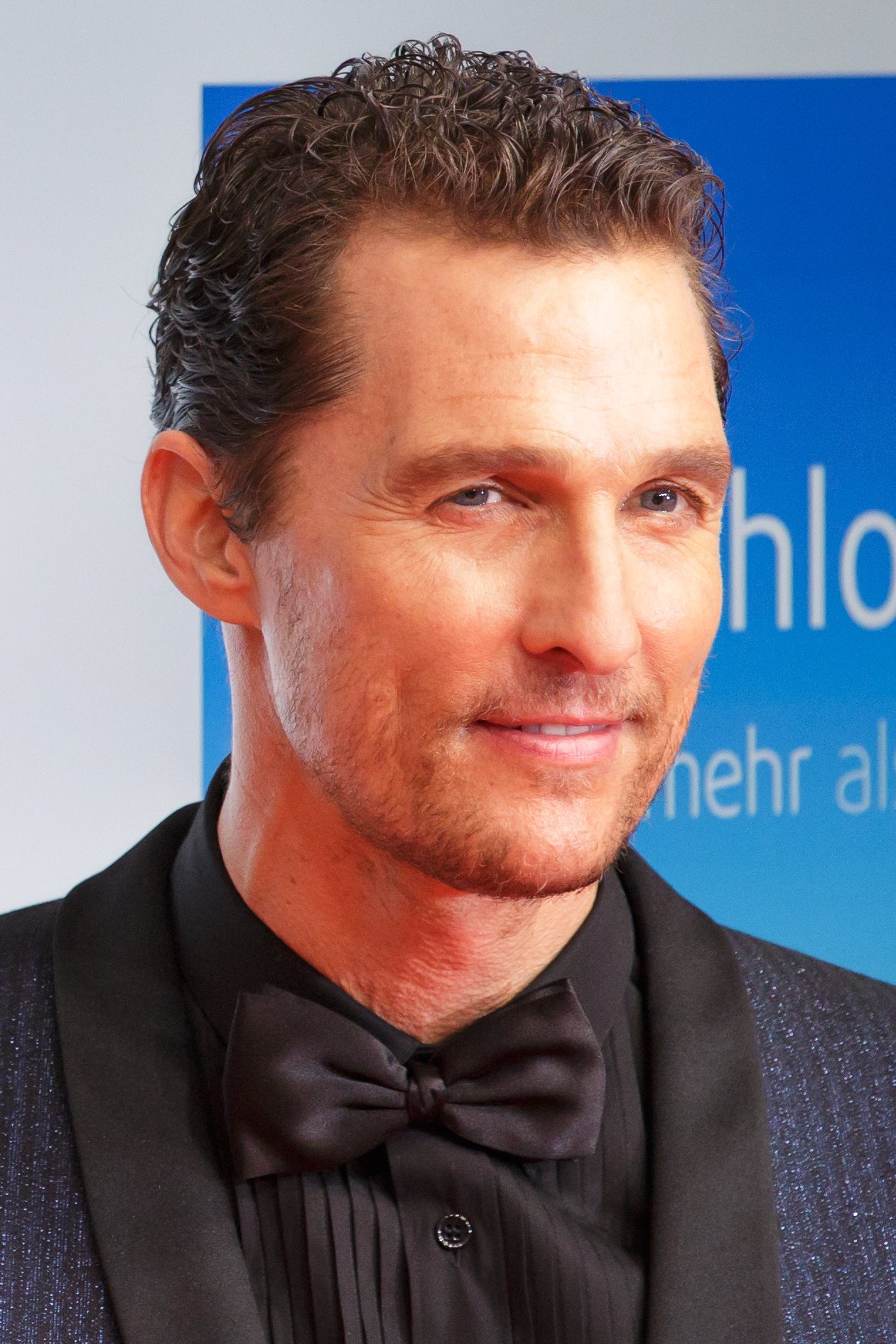
متیو مک‌کانهی، برندهٔ جایزهٔ بهترین بازیگر مرد

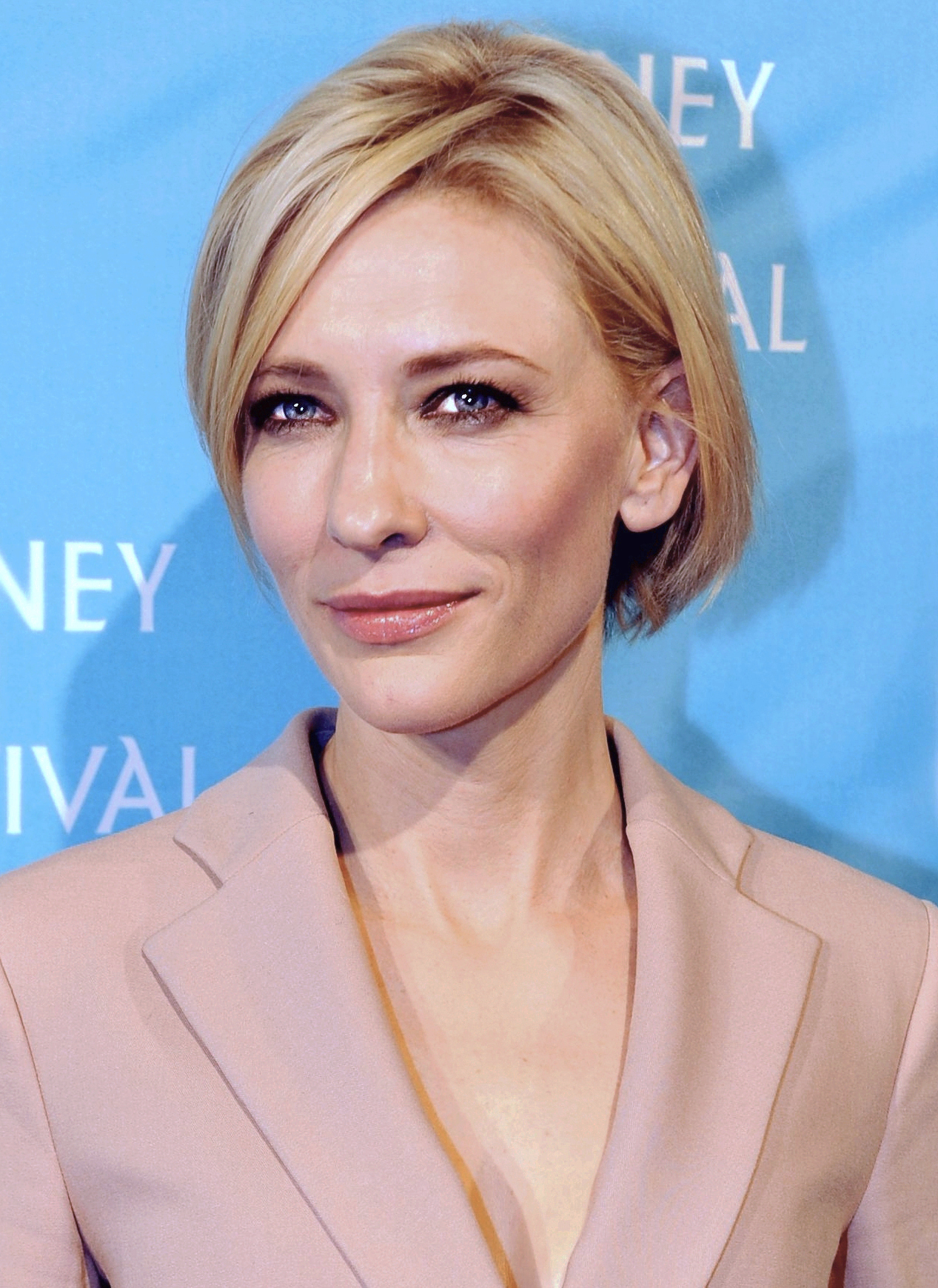
کیت بلانشت، برندهٔ جایزهٔ بهترین بازیگر زن

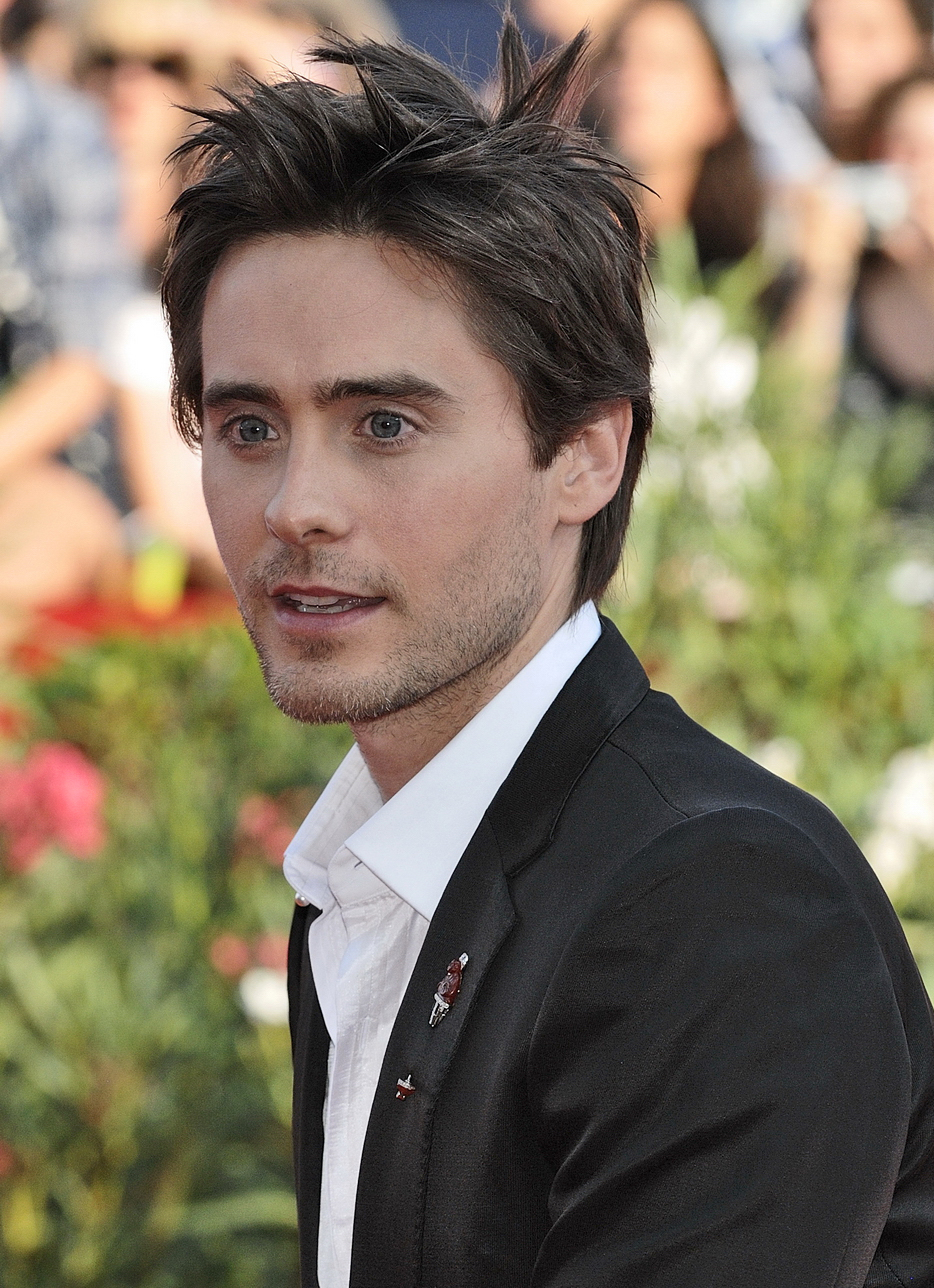
جرد لتو، برندهٔ جایزهٔ بهترین بازیگر نقش مکمل مرد

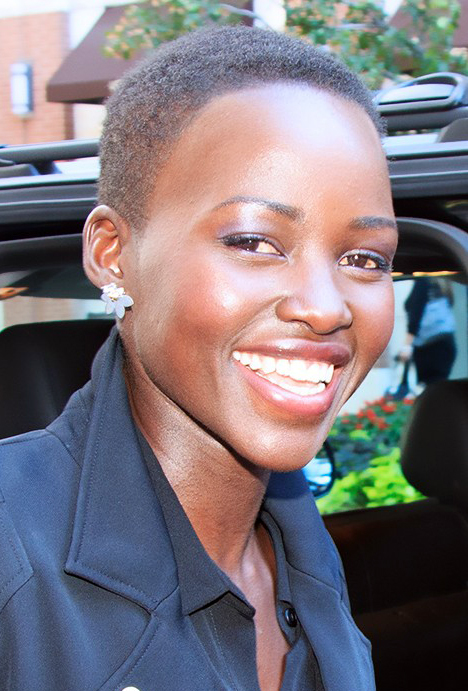
لوپیتا نیونگو، برندهٔ جایزهٔ بهترین بازیگر نقش مکمل زن

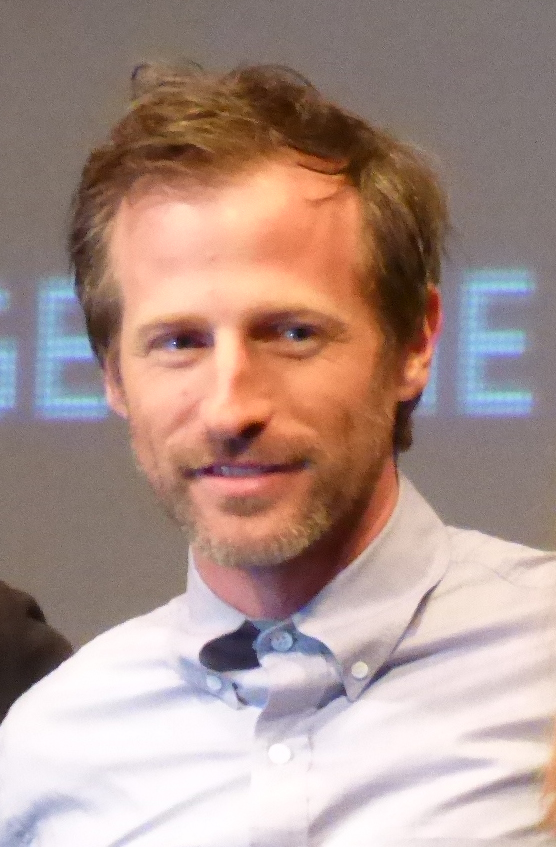
اسپایک جونز، برندهٔ جایزهٔ بهترین فیلم‌نامه اصلی

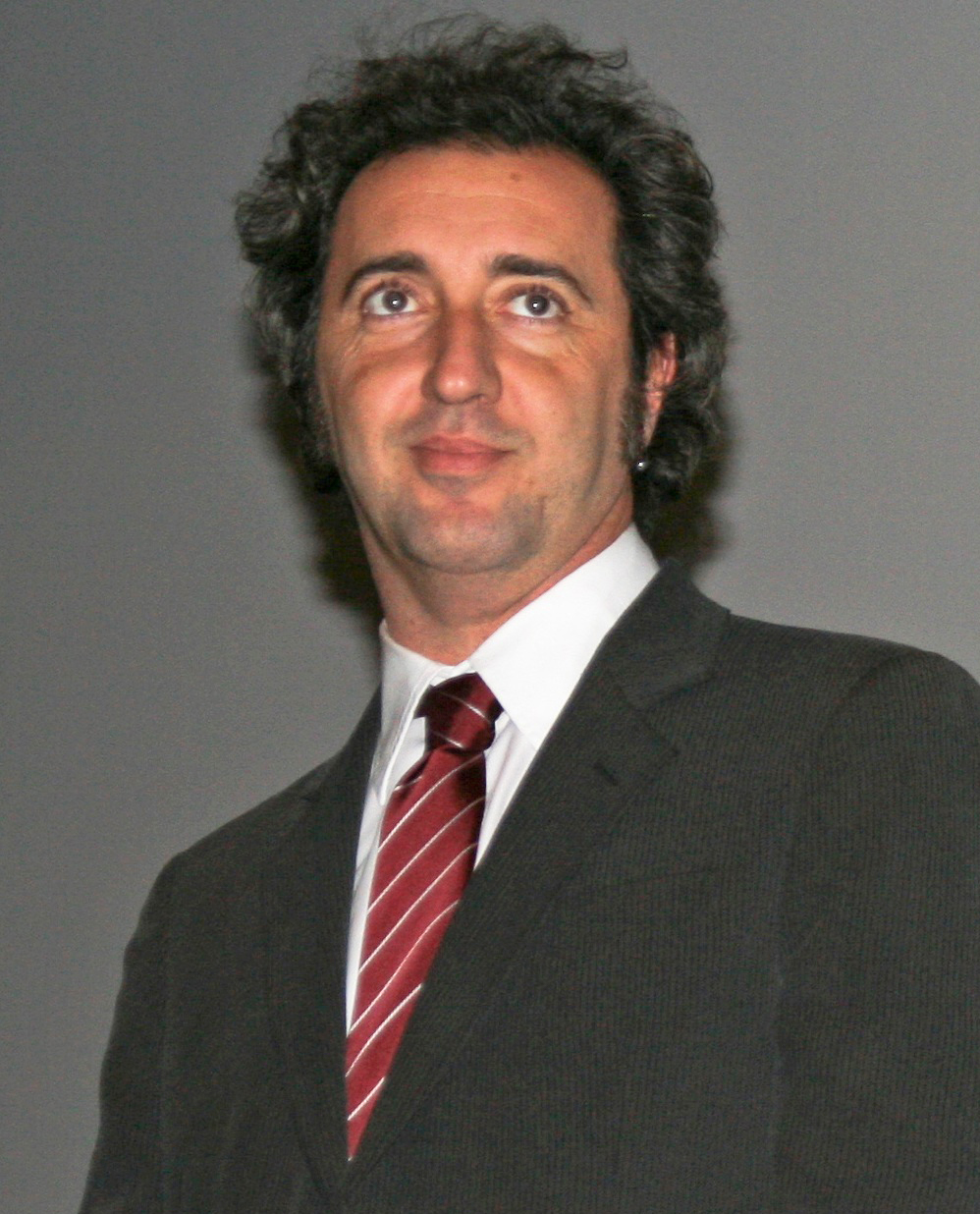
پائولو سورنتینو، برندهٔ جایزهٔ بهترین فیلم غیر انگلیسی‌زبان

| - ۱۲ سال بردگی – برد پیت، جرمی کلینر، ددی گاردنر، استیو مک‌کوئین و آنتونی کاتاگاس - حقه‌بازی آمریکایی – چارلز روون، ریچارد ساکل، مگان الیسون و جاناتان گوردون - کاپیتان فیلیپس – اسکات رودین، دانا برونتی و مایکل دلوکا - باشگاه خریداران دالاس – رابی برنر و راشل وینتر - جاذبه – آلفونسو کوارون و دیوید هیمن - او – مگان الیسون، اسپایک جونز و وینسنت لندی - نبراسکا – آلبرت برگر و ران یرکسا - فیلومنا – گابریل تانا، استیو کوگان و تریسی سی‌وارد - گرگ وال استریت – مارتین اسکورسیزی، لئوناردو دیکاپریو، جویی مک‌فارلند و اما تلینجر کسکف | - آلفونسو کوارون – جاذبه - استیو مک‌کوئین – ۱۲ سال بردگی - الکساندر پین – نبراسکا - دیوید او. راسل – حقه‌بازی آمریکایی - مارتین اسکورسیزی – گرگ وال استریت |
| بهترین بازیگر مرد | بهترین بازیگر زن |
| - متیو مک‌کانهی – باشگاه خریداران دالاس در نقش ران وودروف - کریستین بیل – حقه‌بازی آمریکایی در نقش ایروینگ روزنفلد - بروس درن – نبراسکا در نقش وودی گرانت - لئوناردو دی‌کاپریو – گرگ وال استریت در نقش جردن بلفرد - چیوتل اهیرفور – ۱۲ سال بردگی در نقش سالومون نورثاپ | - کیت بلانشت – یاسمن پژمرده در نقش جزمین فرانسیس - امی آدامز – حقه‌بازی آمریکایی در نقش سیدنی پراسر - ساندرا بولاک – جاذبه در نقش دکتر رایان استون - جودی دنچ – فیلومنا در نقش فیلومنا لی - مریل استریپ – آگوست: اوسیجی کانتی در نقش ویولت وستون |
| بهترین بازیگر نقش مکمل مرد | بهترین بازیگر نقش مکمل زن |
| - جرد لتو – باشگاه خریداران دالاس در نقش رایون - بارخاد عبدی – کاپیتان فیلیپس در نقش عبدوالی موس - بردلی کوپر – حقه‌بازی آمریکایی در نقش ریچارد دی‌ماسو - مایکل فاسبندر – ۱۲ سال بردگی در نقش ادوین اپس - جونا هیل – گرگ وال استریت در نقش دانی آزوف | - لوپیتا نیونگو – ۱۲ سال بردگی در نقش پاتسی - سالی هاوکینز – یاسمن پژمرده در نقش جینجر - جنیفر لارنس – حقه‌بازی آمریکایی در نقش روزالین روزن‌فیلد - جولیا رابرتز – آگوست: اوسیجی کانتی در نقش باربارا وستون-فوردهام - جون اسکوییب – نبراسکا در نقش کیت گرنت                                                                                          |
| بهترین فیلم‌نامه اصلی | بهترین فیلم‌نامه اقتباسی |
| - او – اسپایک جونز - حقه‌بازی آمریکایی – اریک وارن سینگر و دیوید او. راسل - یاسمن پژمرده – وودی آلن - باشگاه خریداران دالاس – کریگ بورتن و ملیسا والاک - نبراسکا – باب نلسون | - ۱۲ سال بردگی – جان ریدلی - پیش از نیمه‌شب – ریچارد لینکلیتر، ژولی دلپی، ایتن هاک - کاپیتان فیلیپس – بیلی ری - فیلومنا – استیو کوگان و جف پاپ - گرگ وال‌استریت – ترنس وینتر |
| بهترین فیلم‌های پویانمایی | بهترین فیلم غیر انگلیسی‌زبان |
| - یخ زده – کریس باک، جنیفر لی و پیتر دل‌وچو - خانواده کرودها – کیرک دمیکو، کریس سندلرز و کریستسن بلسون - من نفرت‌انگیز ۲ – پیر کافین، کریس رناد و کریس ملداندری - ارنست و سلستین – بنجامین رنر و دیدیر برونر - باد وزیدن گرفته – هایائو میازاکی و توشیو سوزوکی | - زیبایی بزرگ از ایتالیا به زبان ایتالیایی – پائولو سورنتینو - فروپاشی حلقهٔ شکسته از بلژیک به زبان فلامان – فیلیکس ون گرینینگن - تصویر گمشده از کامبوج به زبان فرانسوی – ریثی پان - شکار از دانمارک به زبان دانمارکی – توماس وینتربرگ - عمر از فلسطین به زبان عربی – هانی ابواسعد                                                                  |
| بهترین مستند بلند | بهترین مستند – موضوع کوتاه |
| - ۲۰ قدم تا ستاره بودن – مورگان نویل - عمل کشتن – جاشوآ اوپنهایمر و سین برگ سورنسن - کوتی و باکسر – زاخاری هینزرلینگ و لیدیا دین پیلچر - جنگ‌های کثیف – ریچارد رولی و جرمی اسکاهیل - میدان – چیهان نچیم و کریم عامر | - بانویی در شماره ۶: موسیقی زندگی مرا نجات داد – مالکوم کلارک و نیکولاس رید - غار کن – جرمی کارف - مقابله با ترس – جیسون کوهن - کاراما دیوار ندارد – سارا ایشاق - ایستگاه زندان: آخرین روزهای سرباز جک هال – ادگار برنز |
| بهترین فیلم اکشن کوتاه زنده | بهترین فیلم پویانمایی کوتاه |
| - هلیم – اندرز والتر و کیم مگنوسون - من نبودم (Aquél no era yo) – استبان کرسپو - قبل از نابودی همه‌چیز (Avant que de tout perdre) – زاویر لگراند - من باید حواسم به همه‌چیز باشه؟ (Pitääkö mun kaikki hoitaa?) – سلما ویلهونن و کیرسکا ساری - مسئله وورمن – مارک گیل و بالدوین لی | - آقای هابلوت – لارنت ویتز و الکساندر اسپیگارس - وحشی – دانیل سوزا - یک اسب بگیر! – لارن مک‌مولان - دارایی‌ها (فیلم کوتاه) – شوهی موریتا - اتاق بر روی جارو – مکس لنگ و جن لاکاور |
| بهترین موسیقی فیلم | بهترین ترانه |
| - استیون پرایس – جاذبه - جان ویلیامز – کتاب‌دزد - ویلیام باتلر و اون پلت – او - الکساندر دسپلات – فیلومنا - توماس نیومن – نجات آقای بنکس | - "رهایش کن" از ملکه برفی – کریستن اندرسون-لوپز و رابرت لوپز - "خوشحال" از من نفرت‌انگیز ۲ – فارل ویلیامز - "آهنگ ماه" از او – کارن اورزولک و اسپایک جونز - "عشق عادی" از ماندلا: راه طولانی تا آزادی – یوتو - "تنها با اینکه تنها نیستی" از تنها با اینکه تنها نیستی – بروس بروتن و دنیس اسپیگل (نامزدی پس گرفته شد)                               |
| بهترین صداگذاری | بهترین میکس صدا |
| - جاذبه – گلن فریمنتل - همه چیز از دست رفت – استیو بوادکر و ریچارد هیمنز - کاپیتان فیلیپس – الیور تارنی - هابیت: برهوت اسماگ – برنت برگ - تنها نجات یافته – ویلی استیتمن | - جاذبه – اسکیپ لیوسی، نیو آدیری، کریستوفر بنسترد و کریس مونرو - کاپیتان فیلیپس – کریس بردن، مارک تیلور، مایک پرستوود اسمیت و کریس مونرو - هابیت: برهوت اسماگ – کریستوفر بویز، مایکل هجز، مایکل سمانیک و تونی جانسون - درون لوین دیویس – اسکیپ لیوسی، گرگ اورلاف و پیتر کورلند - تنها نجات یافته – اندی کویاما، بو بردرز و دیوید برون‌لو            |
| بهترین طراحی تولید | بهترین فیلمبرداری |
| - گتسبی بزرگ – کاترین مارتین (طراحی تولید)، بورلی دان (طراحی دکور) - ۱۲ سال بردگی – آدام استاک‌هاوزن (طراحی تولید)، آلیس بیکر (طراحی دکور) - حقه‌بازی آمریکایی – جودی بکر (طراحی تولید)، هدر لائفلر (طراحی دکور) - جاذبه – اندی نیکلسون (طراحی تولید)، رزی گودوین و جوآن وولارد (طراحی دکور) - او – ک. ک. برت (طراحی تولید)، گنی سردانا (طراحی دکور) | - جاذبه – امانوئل لوبزکی - استاد بزرگ (فیلم) – فیلیپ لو سور - درون لوین دیویس – برونو دل‌بونل - نبراسکا – فدون پاپامیکائیل - زندانیان – راجز دیکنر |
| بهترین چهره‌آرایی | بهترین طراحی لباس |
| - باشگاه خریداران دالاس – آدرویزا لی و رابین متیوز - احمق تقدیم می‌کند: پدربزرگ بد – استفان پراوتی - رنجر تنها – جوئل هارلو و گلوریا پاسکوآ-کسنی | - گتسبی بزرگ – کاترین مارتین - ۱۲ سال بردگی – پاتریشیا نوریس - حقه‌بازی آمریکایی – مایکل ویلکینسون - استادبزرگ – ویلیام چنگ سوک پینگ - زن نامرئی – مایکل اوکونور |
| بهترین تدوین فیلم | بهترین جلوه‌های ویژه |
| - جاذبه – آلفونسو کوارون و مارک سنگر - ۱۲ سال بردگی – جو واکر - حقه‌بازی آمریکایی – جی کسیدی، کریسپین استرودرز و آلان بامگارتن - کاپیتان فیلیپس – کریستوفر رز - باشگاه خریداران دالاس – جان مک مک‌مورفی مارتین پنسا | - جاذبه – تیم وبر، کریس لارنس، دیو شیرک و نیل کوربلد - هابیت: برهوت اسماگ – جو لتری، اریک سیندون، دیوید کلیتون و اریک رینولدز - مرد آهنی ۳ – کریستوفر تاونسند، گای ویلیامز، اریک نش و دن سودیک - رنجر تنها – تیم الکساندر، گری بروزنیک، ادسون ویلیامز و جان فریزیر - پیشتازان فضا به سوی تاریکی – راجر گویت، پاتریک توباش، بن گراسمن و بورت دالتون |

### جوایز افتخاری اسکار
- آنجلا لنسبوری
- استیو مارتین
- پیرو توسی

### جایزهٔ بشر دوستانهٔ ژان هرشولت
- آنجلینا جولی

### فیلم‌ها با چند نامزدی یا جایزه
| تعداد نامزدی | فیلم                  |
| ------------ | --------------------- |
| ۱۰           | حقه‌بازی آمریکایی      |
| ۱۰           | جاذبه                 |
| ۹            | ۱۲ سال بردگی          |
| ۶            | کاپیتان فیلیپس        |
| ۶            | باشگاه خریداران دالاس |
| ۶            | نبراسکا               |
| ۵            | او                    |
| ۵            | گرگ وال استریت        |
| ۴            | فیلومنا               |
| ۳            | یاسمن آبی             |
| ۳            | هابیت: برهوت اسماگ    |
| ۲            | آگوست: اوسیج کانتی    |
| ۲            | من نفرت‌انگیز ۲        |
| ۲            | منجمد                 |
| ۲            | استاد بزرگ            |
| ۲            | گتسبی بزرگ            |
| ۲            | درون لوین دیویس       |
| ۲            | رنجر تنها             |
| ۲            | تنها بازمانده         |

| جایزه | فیلم                  |
| ----- | --------------------- |
| ۷     | جاذبه                 |
| ۳     | باشگاه خریداران دالاس |
| ۳     | ۱۲ سال بردگی          |
| ۲     | منجمد                 |
| ۲     | گتسبی بزرگ            |

## معرفی و اجرا کنندگان
نام فرد یا افراد زیر به ترتیب حاضر شدن برای معرفی یا اجرا است.

### معرفی کنندگان
| نام(ها)                           | وظیفه                                                                                          |
| --------------------------------- | ---------------------------------------------------------------------------------------------- |
| سیدرینگ فاکس                      | گوینده ۸۶امین مراسم اسکار                                                                      |
| آن هاتاوی                         | ارائه جایزه بهترین بازیگر نقش مکمل مرد                                                         |
| جیم کری                           | ارائه مونتاژ از قهرمانان انیمیشن                                                               |
| کری واشینگتن                      | معرفی نامزد بهترین ترانه اورجینال خوشحال از فیلم من نفرت‌انگیز ۲                                |
| ساموئل ال. جکسون نائومی واتس      | ارائه جوایز برای بهترین طراحی لباس و بهترین چهره پردازی و آرایش مو                             |
| هریسون فورد                       | معرفی فیلم‌های حقه بازی آمریکایی و باشگاه خریداران دالاس و گرگ وال استریت در بخش بهترین فیلم    |
| چنینگ تیتوم                       | معرفی از شش برنده مسابقه اسکار                                                                 |
| متیو مک‌کانهی کیم نواک             | ارائه جوایز برای بهترین انیمیشن کوتاه و بهترین فیلم انیمیشن                                    |
| سالی فیلد                         | ارائه مونتاژ از قهرمانان زندگی واقعی                                                           |
| جوزف گوردون-لویت اما واتسون       | ارائه جایزه بهترین جلوه‌های ویژه                                                                |
| زک افران                          | معرفی نامزد بهترین ترانه اورجینال آهنگ ماه از فیلم او                                          |
| کیت هادسون جیسون سودیکس           | ارائه جوایز برای بهترین فیلم کوتاه زنده اکشن و بهترین فیلم مستند کوتاه                         |
| تایلر پری                         | معرفی فیلم‌های نبراسکا و او و جاذبه در بخش بهترین فیلم                                          |
| بردلی کوپر                        | ارائه جایزه یرای بهترین فیلم مستند                                                             |
| کوین اسپیسی                       | ارائه بخش جایزه افتخاری و جایزه بشردوستانه ژان هرشولت                                          |
| ویولا دیویس ایوان مک گرگور        | ارائه جایزه بهترین فیلم غیر انگلیسی‌زبان                                                        |
| برد پیت                           | معرفی نامزد بهترین ترانه اورجینال عشق معمولی از فیلم ماندلا:راه طولانی تا آزادی                |
| کریستن بل مایکل بی. جوردن         | ارائه از بخش جایزه دست‌آورد علمی و فنی و جایزه گوردون ای. سایر                                  |
| کریس همسورث شارلیز ترون           | ارائه جایزه بهترین میکس صدا و بهترین تدوین صدا                                                 |
| کریستوف والتس                     | ارائه جایزه بهترین بازیگر نقش مکمل زن                                                          |
| شریل بون ایساکس (AMPAS president) | اعلام ویژه یرای موزه تصاویر متحرک برای سال ۲۰۱۷                                                |
| امی آدامز بیل ماری                | ارائه جایزه بهترین فیلمبرداری                                                                  |
| آنا کندریک گابوری سیدیب           | ارائه جایزه بهترین تدوین فیلم                                                                  |
| ووپی گلدبرگ                       | ارائه ادای احترام به ۷۵امین سالگرد فیلم جاوگر شهر از و اجرا ترانه بر فراز رنگین کمان توسط پینک |
| بندیکت کامبرباچ جنیفر گارنر       | ارائه جایزه بهترین طراحی تولید                                                                 |
| کریس ایوانز                       | ارائه مونتاژ از ابرقهرمانان                                                                    |
| گلن کلوز                          | ارائه یادبود برای ادای احترام                                                                  |
| گلدی هاون                         | معرفی فیلم‌های فیلومنا و کاپیتان فیلیپس و ۱۲ سال بردگی در بخش بهترین فیلم                       |
| جان تراولتا                       | معرفی نامزد بهترین ترانه اورجینال رهاش کن از فیلم منجمد                                        |
| جسیکا بیل جیمی فاکس               | ارائه جایزه بهترین موسیقی متن و بهترین ترانه اورجینال                                          |
| پنلوپه کروز رابرت د نیرو          | ارائه جایزه بهترین فیلم‌نامه اقتباسی و جایزه بهترین فیلم‌نامه غیراقتباسی                         |
| آنجلینا جولی سیدنی پوآتیه         | ارائه جایزه بهترین کارگردانی                                                                   |
| دانیل دی-لوئیس                    | ارائه جایزه بهترین بازیگر نقش اول زن                                                           |
| جنیفر لارنس                       | ارائه جایزه بهترین بازیگر نقش اول مرد                                                          |
| ویل اسمیت                         | ارائه جایزه بهترین فیلم                                                                        |

### اجرا کنندگان
| نام(ها)            | وظیفه                    | اجرا                                                |
| ------------------ | ------------------------ | --------------------------------------------------- |
| ویلیام روز         | تنظیم موسیقی رهبر ارکستر | ارکستر                                              |
| فارل ویلیامز       | اجراکننده                | "خوشحال" از من نفرت‌انگیز ۲                          |
| کارن او ازرا کونیگ | اجراکننده                | "آهنگ ماه" از او                                    |
| یوتو               | اجراکننده                | "عشق معمولی" از ماندلا:راه طولانی تا آزادی          |
| پینک (خواننده)     | اجراکننده                | "بر فراز رنگین کمان" از جاوگر شهر از                |
| بت میدلر           | اجراکننده                | "باد زیر بال من" در طول ادای احترام و یادبود سالانه |
| آدینا منزل         | اجراکننده                | "رهاش کن" از منجمد                                  |